# Baturaja (distriktshuvudort i Indonesien)
Baturaja är en distriktshuvudort i Indonesien.   Den ligger i provinsen Sumatera Selatan, i den västra delen av landet, 400 km nordväst om huvudstaden Jakarta. Baturaja ligger 69 meter över havet och antalet invånare är 134 759.
Terrängen runt Baturaja är platt.Runt Baturaja är det ganska tätbefolkat, med 166 invånare per kvadratkilometer. Det finns inga andra samhällen i närheten. Omgivningarna runt Baturaja är en mosaik av jordbruksmark och naturlig växtlighet.